# Янушево (Куявсько-Поморське воєводство)
Янушево (пол. Januszewo, нім. Janusch) — село в Польщі, у гміні Хелмжа Торунського повіту Куявсько-Поморського воєводства.
Населення — 57 осіб (2011).
У 1975-1998 роках село належало до Торунського воєводства.

## Демографія
Демографічна структура станом на 31 березня 2011 року:
|          | Загалом | Допрацездатний вік | Працездатний вік | Постпрацездатний вік |
| -------- | ------- | ------------------ | ---------------- | -------------------- |
| Чоловіки | 32      | 8                  | 17               | 7                    |
| Жінки    | 25      | 3                  | 17               | 5                    |
| Разом    | 57      | 11                 | 34               | 12                   |